# Roeboexodon guyanensis
Roeboexodon guyanensis är en fiskart som först beskrevs av Puyo, 1948.  Roeboexodon guyanensis ingår i släktet Roeboexodon och familjen Characidae. Inga underarter finns listade i Catalogue of Life.